# Тагадир
Тагадир — дворянский нахарарский титул в Древней Армении. Тагадиры должны были короновать царя.Эта работа принадлежала династии Багратуни,которые управляли гаваром Спер,потом стали царями Армении.Первым тагадиром был Багарат,назначенный царём Валаршаком. Тагадиры  были потомками евреев по мнению Мовсеса Хоренаци,так как Багарат происходил от Шамбата,еврейского пленного в Армении.

## Список тагадиров и нахараров Спера(династия Багратуни)
- Багарат
- Енанос(30г.до н.э.)
- Смбат(220-250)
- Трдат,сын(250-270)
- Баграт,сын(270-290)
- Смбат,сын(290-320)
- Баграт,сын(320-350)
- Смбат,сын(350-380)
- Саак,брат(380-386)
- Амазасп,сын(386-410)
- Неизвестный,сын(410-430)
- Саак,сын(460-483)
- Смбат,сын(483-510)

## См.также
- Государственное устройство Древней Армении
- Багратуни